# مارغريت هينج
مارغريت هينج (بالإنجليزية: Margaret Heng)‏ هي سيدة أعمال سنغافورية، ولدت في 1961.